# Aleksander Rjazantsev

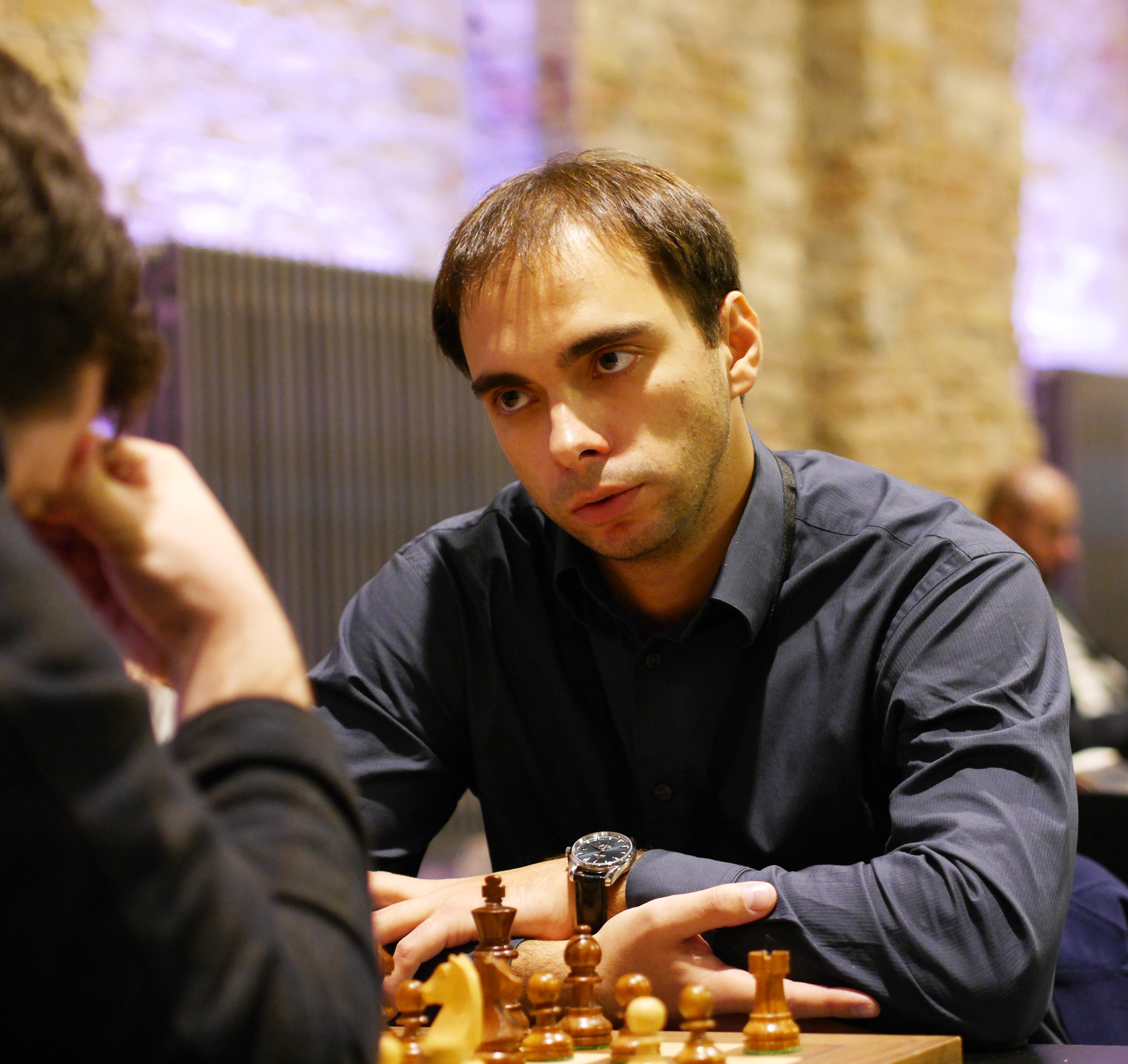
Aleksander Rjazantsev (2015)

Aleksander Vladimirovitsj Rjazantsev (Russisch: Александр Владимирович Рязанцев) (Moskou, 12 september 1985) is een Russische schaker met FIDE-rating 2662 in 2017. Hij is, sinds 2001, een grootmeester (GM). Hij is een van de coaches van het nationale Russische damesteam.

## Individuele resultaten
Rjazantsev leerde op zesjarige leeftijd van zijn vader schaken, later werd Mark Dworezki zijn trainer. Hij voltooide een studie van het schaken aan de Russische Staatsuniversiteit in Moskou. In 1997 won hij in Cannes het wereldkampioenschap schaken voor jeugd in de categorie tot 12 jaar, in 1998 in Mureck werd hij Europees kampioen in de categorie tot 14 jaar. In 1999 werd hij Internationaal Meester (IM), in 2001 werd hij grootmeester (GM). In augustus 2005 speelde hij mee in het toernooi om het open jeugdkampioenschap van Nederland dat in Hengelo onder de naam Euro Chess Tournament 2005 gespeeld werd; hij speelde in de groep Stork Young Masters en werd na tiebreak winnaar met 6 pt. uit 9. In augustus 2005 werd in Moskou met 14 pt. uit 19 ronden het Moskou blitz open gewonnen door Aleksandr Morozevitsj; Rjazantsev werd tweede met 13.5 punt. In 2006 won hij het kampioenschap van Moskou, in 2009 werd hij gedeeld tweede bij het 62e kampioenschap van Rusland.

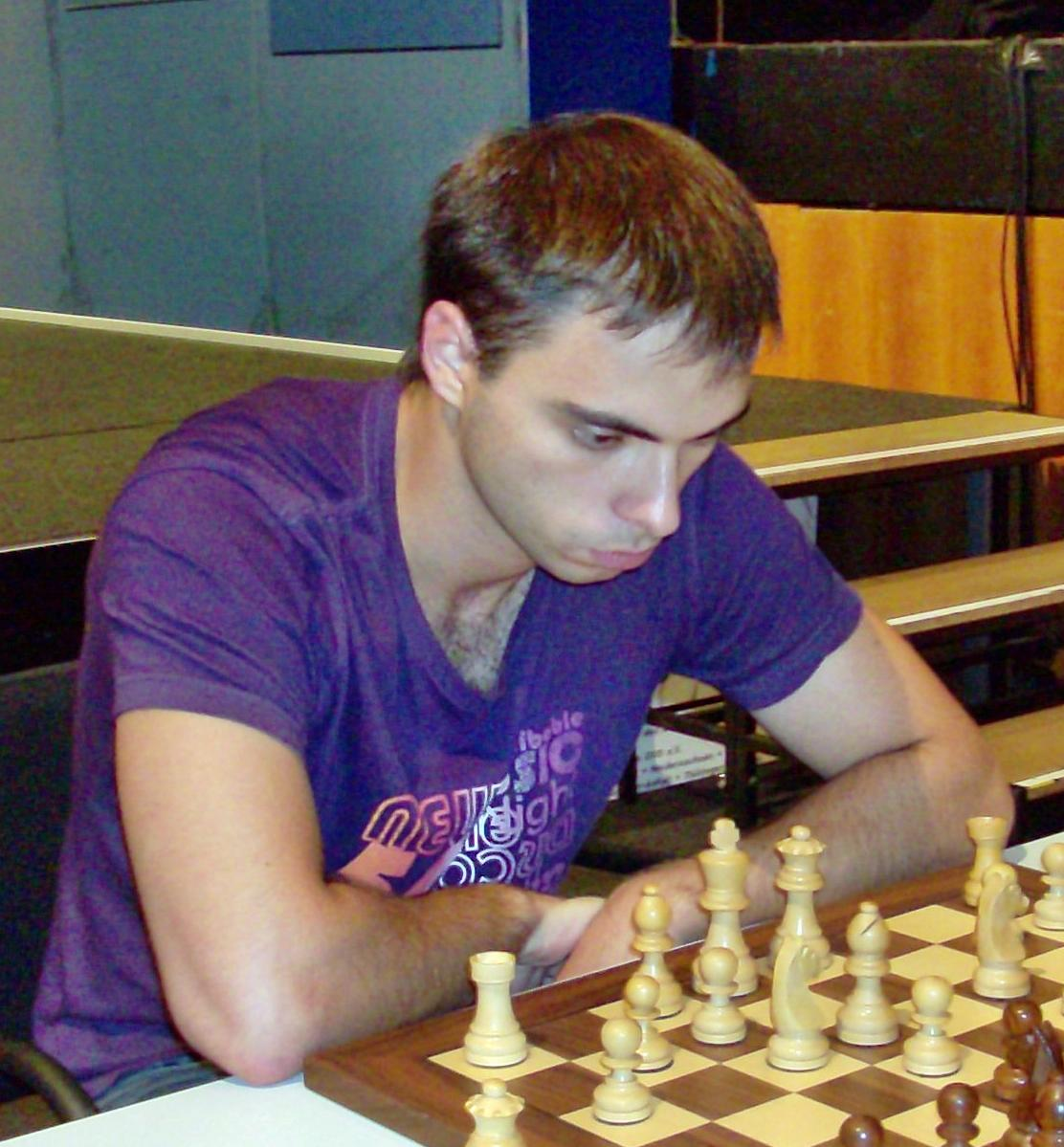
Aleksander Rjazantsev (2009)

In 2010 werd hij gedeeld 1e-7e met Vitali Golod, Nadezhda Kosintseva, Leonid Kritz, Sébastien Feller, Christian Bauer en Sébastien Mazé, bij het 43e meestertoernooi in Biel; Rjazantsev werd de winnaar, na tiebreak.
Sinds september 2011 is hij trainer van het Russische nationale team. In september 2016 werd hij onderscheiden als Verdienstelijk Trainer van Rusland. In oktober 2016 won hij in Nowosibirsk het kampioenschap van Rusland. In hetzelfde jaar won hij het Europees kampioenschap rapidschaak.
In 2011 en 2013 nam hij deel aan de FIDE World Cup.

## Schaakverenigingen
In de Russische competitie voor schaakverenigingen speelde Rjazantsev van 2004 tot 2006 voor Politekhnik Nischni Tagil, van 2006 tot 2008 voor Südural Tscheljabinski, van 2009 tot 2012 voor SchSM-64 Moskau, waarmee hij in 2010 en 2011 kampioen werd, in 2013 voor SK Malachit Jekaterinburg en in 2014 voor Jugra Chanty-Mansijsk. In Frankrijk speelt hij sinds 2006 voor Metz Fischer, in de Belgische competitie speelde hij in seizoen 2005/06 voor de KSK Rochade Eupen-Kelmis, in de Chinese competitie speelde hij in 2012 voor Wuxi Huafang Construction.

## Externe koppelingen
- (en)   Informatie over schaakpartijen van Aleksander Rjazantsev op ChessGames.com
- (en)   Informatie over schaakpartijen van Aleksander Rjazantsev op 365chess.com
- (en)  FIDE-ratinggegevens voor Aleksander Rjazantsev